# Елизабет (Колорадо)
Елизабет (енгл. Elizabeth) град је у америчкој савезној држави Колорадо.

## Демографија
По попису из 2010. године број становника је 1.358, што је 76 (-5,3%) становника мање него 2000. године.
| Група             | 2000.         | 2010.         |
| Белци             | 1.318 (91,9%) | 1.214 (89,4%) |
| Афроамериканци    | 1 (0,1%)      | 4 (0,3%)      |
| Азијати           | 3 (0,2%)      | 7 (0,5%)      |
| Хиспаноамериканци | 86 (6,0%)     | 102 (7,5%)    |
| Укупно            | 1.434         | 1.358         |